# O, låt ditt rike komma
O, låt ditt rike komma är en psalm med text skriven 1969 av Anders Frostenson och bearbetad 1982. Musiken är skriven 1970 av Roland Forsberg. Första versens text är hämtad från Lukasevangeliet 17:20-21. De andra verserna är hämtad från Uppenbarelseboken 21:5 och Andra Korintierbrevet 5:17.

## Publicerad i
- Herren Lever 1977 som nummer 849 under rubriken "Kyrkans år - Advent".[2]
- 1986 års psalmbok som nummer 599 under rubriken "Tillsammans i världen". (Texten i denna version är försedd med copyright)
- Psalmer och Sånger 1987 som nummer 705 under rubriken "Tillsammans i världen".[1]